# Erepenning

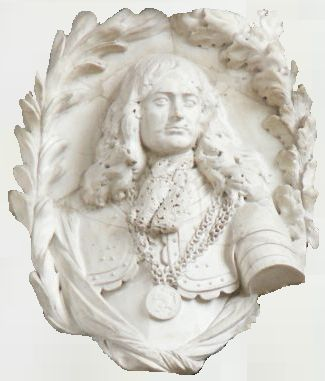
Jan van Brakel met erepenning

Een erepenning is in Nederland een onderscheiding. De term wordt voor talloze medailles gebruikt die men soms wel en soms ook niet kan dragen. Penningen, legpenningen en medailles worden zowel door overheden als door particuliere organisaties verleend.
Een erepenning is meestal een ronde metalen schijf die men in een doos bewaren kan, maar er zijn ook erepenningen die aan linten en kettingen gedragen worden. De Staten-Generaal van de Republiek der Verenigde Nederlanden heeft veel erepenningen geschonken.
In de literatuur worden de termen "erepenning", "ambassadeurspenning" en "beloningspenning" door elkaar en naast elkaar gebruikt. Het gaat steeds om dezelfde penningen.

## De erepenningen van de republiek
In de 17e eeuw meenden de regeringen van republieken dat het instellen van een ridderorde het privilege van een koning of keurvorst was. De oude republieken waren daarmee dan ook zeer terughoudend. De in de Unie van Utrecht verenigde republiek en de soevereine statenvergaderingen van de zeven provinciën stelden geen ridderorde in. Ook de stadhouders deden dat niet ook al regeerden zij over het prinsdom Orange en graafschappen in Duitsland.
Omdat er behoefte aan beloningen bestond, werden er kostbare geschenken uitgedeeld (zilverwerk viel zeer in de smaak). Daarnaast werden er al in het laatste kwart van de 16e eeuw gouden en zilveren medailles aan kettingen van fijne gouden of zilveren schakels aan succesvolle militairen geschonken.
In 1628 stelden de Staten-Generaal vast dat deze "vereringspenningen" steeds het wapen van de Unie zouden dragen.
Op de medaille was een wapenschild met een "Nederlandse leeuw" afgebeeld. Deze leeuw droeg een kroon en had een zwaard en zeven samengebonden pijlen in zijn klauwen. Als schildhouders waren twee gekroonde leeuwen afgebeeld. Er was geen wapenmantel of leus, maar het schild was met een kroon met vier opstaande diademen gedekt. Het omschrift luidde "CRESCUNT CONCORDIA RES PARVÆ". Op de oudste medailles ontbreekt het schild en is alleen de Nederlandse leeuw afgebeeld. De keerzijde vertoonde de wapens van de zeven provinciën en het omschrift "DISCORDIA MAXIMÆ DILABUNTUR". In het midden werd na het invoeren van het erfstadhouderschap het stadhouderlijk wapen van Willem IV of Willem V geplaatst.
De keten werd, zoals bij het marmeren portret van Jan van Brakel op zijn grafmonument te zien is, vaak dubbel gedragen. De reden daarvan was dat de hoeveelheid goud in de erepenning in de keten liet zien hoe hoog de Staten iemand achten. Veel schakels bevatten veel goud.

De ketens zijn zelden bewaard gebleven. Zij leenden zich ervoor om omgesmolten te worden, maar er zijn wel een groot aantal erepenningen in verzamelingen bewaard gebleven.

## Erepenningen voor zegevierende militairen
Admiraals werden vaak met erepenningen gedecoreerd. Michiel de Ruyter ontving drie gouden penningen aan zware gouden kettingen. Deze beloningspenningen werden door de Staten-Generaal uitgereikt na gewonnen zeeslagen. Op het grafmonument van Admiraal van Brakel staat de zeeheld afgebeeld met een grote penning aan een dubbele gouden keten.

Op de keerzijde van de penningen werd vaak een passende tekst gegraveerd. De wapens van de zeven provinciën werden dan weggelaten.

## Ambassadeurspenningen
In de 18e eeuw betaalden de ambassadeurs de kosten van hun missies voor een groot deel zelf. Daar moesten dan kostbare geschenken tegenover staan. De Staten-Generaal van de Nederlanden konden geen kostbaar uitgevoerde onderscheidingen toekennen, maar zij kozen voor gouden penningen aan gouden ketens. Deze kettingen en penningen zijn gelijk aan die van de militairen.

## Verstrekkers

### Verenigde Oostindische Compagnie
De Vereenigde Oostindische Compagnie vereerde haar admiraals en generaals met erepenningen. Ook de vorsten in Indië en India kregen deze kostbare gouden keten ten geschenke, omdat een bedrijf nu eenmaal geen ridderorden in kon stellen.

### Staten van Utrecht
De Beloningspenning voor de Officieren van het Regiment Hessen-Darmstadt werd uitgereikt wegens de Verdediging van Soestdijk. In 1787 verleenden de Staten van Utrecht zilveren legpenningen en drie draagbare gouden penningen, in dit geval aan een lint, aan de officieren die Soestdijk verdedigden tegen een aanval van Utrechtse patriotten. Deze Beloningspenning voor de Officieren van het Regiment Hessen-Darmstadt wegens de Verdediging van Soestdijk heet in de resolutie van de Staten van Utrecht enkel "beloningspenning".

### Bataafse Republiek en het Koninkrijk Holland
De Bataafse republiek nam de bezittingen van de in 1799 failliet verklaarde VOC over. De inlandse vorsten kregen nog steeds vereringspenningen, maar Lodewijk Napoleon, koning van Holland, stichtte op 12 december 1806 twee ridderorden. Gouverneur-generaal Daendels van Nederlands-Indië verleende daarop twee kruisen van de Orde van de Unie aan inlandse vorsten; de regenten van Bangil, later van Toeban, en Tjanjoer.
Koning Lodewijk Napoleon wilde alleen "heren van stand" in zijn ridderorden opnemen. Lager geplaatsten kregen medailles met een passende tekst. Deze medailles werden aan een lint gedragen. Hoewel de voorschriften bepaalden dat "Burgers van alle standen en rangen welke door derzelver kunde, talenten, dapperheid en deugden aan het Vaderland diensten zullen bewezen hebben" voor een ridderorde in aanmerking kwamen was de koning onaangenaam verrast toen bleek dat hij per ongeluk Jan van den Berg uit Gorinchem, bootsman en drager van de Doggersbank-medaille in zilver, had geridderd. Men ontnam de teleurgestelde bootsman zijn ridderkruis en zegde hem een vervangende medaille toe.

### Koninkrijk der Nederlanden
In Nederland bleek na het instellen van de Orde van de Nederlandse Leeuw al snel de behoefte aan een iets minder exclusief ereteken dan de Orde van de Nederlandse Leeuw te bestaan. De overheid wilde niet al te veel Broeders van de Orde van de Nederlandse Leeuw benoemen, omdat deze een pensioen genoten. De graad van ridder leek alleen weggelegd voor rechters, hoogleraren, Statenleden en personen van vergelijkbare maatschappelijke statuur.
Zo viel men nadat plannen voor een tweede burgerlijke ridderorde (men opperde zelfs een "Orde van de Nederlandse Zeeleeuw") waren afgewezen terug op medailles. Het ging daarbij om legpenningen, want het was niet de bedoeling om draagbare eretekens in het leven te roepen.
Er waren al twee van deze legpenningen in Nederland;
- De Medaille van de Maatschappij tot Redding van Drenkelingen uit 1767,
- De Erepenning voor blijken van belangstelling in 's Rijksverzamelingen door schenking betoond (meestal de "Museummedaille" genoemd) uit 1817

en de
- Erepenning voor Menslievend Hulpbetoon die in 1822 werd ingesteld zou nog volgen.

Al deze onderscheidingen waren legpenningen in palmhouten doosjes.
Nu vreemden en Nederlanders de koning boeken, instrumenten en wetenschappelijke publicaties schonken in de nauwelijks verborgen gehouden verwachting dat de koninklijke dankbaarheid de vorm van een ridderorde zou krijgen liet de koning in 1817 medailles slaan. De opdracht werd in december 1816 gegeven en de instelling geschiedde in het Koninklijk Besluit van 26 juni 1817. Het besluit sprak van een "medaille geschikt om als een blijk van goedkeuring of erkentelijkheid aan die genen te worden uitgereikt die Ons enig kunstwerk of boek, dat de vrucht van hun arbeid zij, (te) doen toekomen.
De medailleur Auguste-François Michaut vervaardigde voor de Utrechtse Rijksmunt medailles met de kop van de koning en het rondschrift "WILH:NASS:BELG:REX:LUXEMB:M:DUX". Op de keerzijde was binnen een lauwerkrans ruimte voor de gegraveerde naam van de gedecoreerde persoon of instelling.
Er werden zilveren medailles ter waarde van tien dukaten en gouden medailles ter waarde van 25, 50 en 100 dukaten geslagen.
De eerste die een -op dat moment nog niet geslagen- medaille kreeg werd de Fransman Jean Louis Marie Alibert. Alibert die de koning een verhandeling over erfelijke ziekten had aangeboden "Nosologie naturelle ou les maladies du corps humain distribuées par familles" geheten, kreeg in het Koninklijk Besluit van 7 oktober 1817 een medaille ter waarde van 25 dukaten.

De medailles werden al snel veel gebruikt. George E. Clymer uit Philadelphia kreeg voor zijn verbeterde drukpers een medaille van 100 dukaten, ook artsen die tijdens tyfus- en cholera-epidemieën hun patiënten bleven verzorgen, de samenstellers van de pharmacopoeia Belgica en C.J. van Bell die de Goudse kaas had verbeterd kregen medailles.

In 1829 werden naar aanleiding van een verzoek om een methode waarop een algemene geschiedenis der Nederlanden kon worden geschreven vijf medailles verleend. Met een ronde gouden medaille met een doorsnede van bijna zeven centimeter en een gewicht van 158 gram zagen de historici mr. J. Scheltema, mr. H. Beyerman, dr. H.J. Royaards, mr. G. Groen van Prinsterer en jhr. mr. J.C. de Jonge hun voorstellen beloond.
Verdienstelijke vrouwen werden niet in de Orde van de Nederlandse Leeuw opgenomen, omdat een vrouw "geen ridder kon zijn". De in Berlijn wonende Margaretha Carolina Eichler kreeg voor haar mechanische kunstvoet een medaille en deelde deze eer met de blinde dichteres Petronella Moens die al haar eerder verkregen medailles en prijzen in 1814 had laten omsmelten om het verjagen van Keizer Napoleon te ondersteunen. Ook de wiskundig onderlegde Engelse Janet Taylor kreeg een medaille voor haar getijdentafels.
Ook gezelschappen kregen een erepenning toegekend, dat gold voor de Armeense kloosterlingen van het klooster op het bij Venetië gelegen San Lazaro die de koning een boek hadden aangeboden, het Engels-en Buitenlands Bijbelgenootschap in Londen en de kerkmeesters van de Nederlands Hervormde Gemeente in Weesp.
In 1822 zag een erepenning voor "eene menslievende daad welke kenmerken draagt van moed, beleid en zelfopoffering" het daglicht in het Koninklijk Besluit van 19 juni. De medaille werd voor dezelfde verdiensten verleend die ook al in de statuten van de Broeders van de Orde van de Nederlandse Leeuw en zou als Erepenning voor Menslievend Hulpbetoon tot in deze tijd blijven bestaan.
De eremedailles werden in 1830 herzien, omdat de goud- en zilverkoers nu eenmaal fluctueerden.
Een zilveren medaille ter waarde van 10 dukaten was nu onpraktisch groot. Men koos voor gouden medailles ter waarde van 10 dukaten en zilveren medailles ter waarde van 24, 9, en 5 gulden.

In 1837 werden de eremedailles én de Erepenning voor Menslievend Hulpbetoon ter waarde van 100, 50, 25 en 10 dukaten in goud geslagen. In zilver kwamen er medailles ter waarde van 16, 6 en 3½ gulden.
In 1838 besloot de regering dat de indeling in intrinsieke waarden niet gepast was. Men zou in het vervolg alleen nog over medailles van de 1e, 2e, 3e en 4e grote (de laatste alleen in goud) spreken.
Koning Willem II wilde van al deze onderscheiden af en besloot in december 1840 dat alle medailles in het vervolg in twee groottes zouden worden toegekend; in goud ter waarde van tien dukaten en in zilver ter waarde van zes gulden. In een Koninklijk Besluit van 24 januari 1841 werd dit ook formeel vastgesteld. De koning liet ook vastleggen dat de eremedailles en de Erepenningen voor Menslievend Hulpbetoon hetzelfde uiterlijk en dezelfde grote kregen.

Tijdens de regeringsperioden van de koningen Willem II en Willem III werden, en dat was nieuw, honderden jubilerende onderwijzers met gouden en zilveren medailles bedacht. Men week ook van de bepalingen in het K.B. van 1841 af en verleende medailles die voor 25 dukaten goud bevatten.
De in 1870 ingestelde Medaille van het Koninklijk Nederlands Meteorologisch Instituut is op de keper beschouwd een uit deze medailles voortgekomen ereteken.
In 1877 werden de medaille opnieuw gedefinieerd in een door referendaris Victor de Stuers opgesteld Koninklijk Besluit. Het aanbieden van zelfgeschreven boeken, het aanbieden van kunstvoorwerpen, menslievende daden en verdienste voor verzamelingen zouden allen door de gouden en zilveren medaille worden beloond. De Stuers vatte het K.B. naderhand zo op als zou er een zelfstandige Museummedaille voor verdienstelijke directeuren en conservatoren zijn ingesteld.Hij liet daarom ook, zonder dat dat in het besluit was gesanctioneerd, medailles slaan met op de keerzijde de tekst "VOOR VERDIENSTEN TEN OPZIGTE VAN 'S RIJKS VERZAMELINGEN VAN WETENSCHAP EN KUNST".Zo ontstond dus, min of meer heimelijk, een nieuwe Nederlandse medaille. Ook in de daar bijbehorende Koninklijke Besluiten werd gesproken over de "op 5 mei 1877 ingestelde medaille".
Op aandrang van het lid van de Eerste Kamer jhr. mr. J.B.A.J.M. Verheijen werden de erepenningen in 1897 van een oranje draaglint voorzien. Er was al vaak op aangedrongen, omdat veel gedecoreerden teleurgesteld waren over een medaille die zij niet konden dragen. Men koos voor een eenvoudig oranje lint dat bij de Erepenning voor Menslievend Hulpbetoon een rode middenstreep kreeg. De "museummedaille" kreeg eerst datzelfde lint, maar op 26 juli 1952 werden het twee rode strepen. Alleen de Medaille van het Koninklijk Nederlands Meteorologisch Instituut kreeg geen lint.
Uit de erepenning van koning Willem I zijn dus in de loop van twee eeuwen meerdere onderscheidingen ontstaan die op de keper beschouwd één zijn. Doel en uiterlijk gingen zo van elkaar verschillen dat de overeenkomst niet meer zal worden opgemerkt.

### Koninkrijk der Nederlanden in Nederlands-Indië
Koning Willem I hield lang vast aan het verlenen van penningen aan Indische vorsten. Toen de Nederlandse onderdanen in Indië zich met kruisen van de Militaire Willems-Orde en de Orde van de Nederlandse Leeuw begonnen te tooien en Aziaten en Afrikanen alleen penningen, geschenken en krissen kregen zette dat kwaad bloed.
Voor de Nederlandse regering was het verlenen van decoraties aan Nederlanders van eenvoudige komaf (voor hen bestond de Broederschap van de Orde van de Nederlandse Leeuw) nu min of meer bespreekbaar, maar onderscheidingen voor niet-christenen, Aziaten en mensen in vreemde kledij riepen grote weerstand op.
Koning Willem I der Nederlanden heeft lang geaarzeld voordat hij Nederlandse ridderorden toekende aan Javaanse en Sumatraanse vorsten, hij voelde, daarin gesteund door staatsraad jhr. mr. G.G. Clifford die leiding gaf aan het departement van Koloniën, meer voor krissen en gouden dozen met een "rescript", een gekalligrafeerde dankbetuiging op perkament. Clifford betoogde dat Europese onderscheidingen niet op Indische gewaden zouden passen en inlanders hun linten "vuil zouden dragen".
Inwoners van Nederlands-Indië waren geen Nederlanders en troepen uit dat land waren in de ogen van de regering "vreemde hulptroepen". Dat gold ook voor de troepen uit Nederlandse koloniën in Afrika.
Op 7 mei 1822 liet koning Willem I naar aanleiding van de gevechten op Palembang desgevraagd, in een koninklijk besluit, weten dat hij, na een gemotiveerde voordracht, "indianen" zou decoreren met een nog "uittedenken teeken". Op de wens van generaal Janssens, gouverneur-generaal De Kock en kanselier Röell om Javaanse soldaten te decoreren ging de vorst niet in.

Voor een decoratiestelsel waarin ook plaats voor niet-vorstelijke inlanders was ingeruimd, voelde de regering niets, "omdat dezelfde belooning uit hoofde van verschillende denkwijzen en belangen der Inlandsche Vorsten en volkeren niet voor allen een gelijke waarde oplevert".

De vorsten drongen daarentegen op onderscheidingen aan en gouverneur-generaal Johannes van den Bosch en Generaal De Kock drongen in 's-Gravenhage aan op beslissingen.

Op 5 december 1830 besloot de koning, kennelijk niet vervuld van de geest van Sinterklaas, dat "alleen in byzondere gevallen aan Vorsten en Grooten eene Kris, Land of een Ridder-teeken" mocht worden verleend. De koning verbood het toekennen van ridderkruisen op gezag van de gouverneur-generaal en eiste "dat altyd een voordracht aan Ons moet worden gedaan". De gouverneur-generaal beschikte wél over Erepenningen, deze van de VOC overgenomen en aan ketenen gedragen eretekenen werden in 1893 vervangen door de Ster voor Trouw en Verdienste.
In de daaropvolgende jaren werden geen onderscheidingen in de Orde van de Nederlandse Leeuw uitgereikt aan inlanders. Men hield het bij erepenningen en medailles, meestal aan ketenen gedragen, maar soms, aan dragers van een Nederlands uniform, ook hangend aan een lint uitgereikt.
- Daeng Matona ontving in 1824 een gouden penning aan een keten
- Majoor Radja Akil ontving in 1825 een gouden penning aan een keten
- De sultan van Madoera ontving in 1825 een gouden penning aan een keten
- Majoor Diepa Dyaya van het Korps Hulptroepen van de sultan van Sumanap ontving in 1825 een gouden penning aan een ketenen, vijf ondergeschikten kregen een zilveren medaille.
- Prins Adipati Mangko Negoro, een oude, met sprak van "caduqe", en trouwe bondgenoot met zeer grote verdiensten, werd door de met bijzondere volmachten bekleden Commissaris-generaal des Konings Burggraaf L.P.J. du Bus de Gisgnies, hij moest orde op zaken stellen in het door oorlogen op Java en Sumatra verscheurde Nederlands-Indië en had plein pouvoir, op 27 maart 1826 tot Officier in de Militaire Willems-Orde.Hij was de eerste van de Inlandse ridders in deze exclusieve ridderorde.

Minister van Koloniën C.Th. Elout putte zich tegenover de koning uit in argumenten omdat de benoeming van een "indiaan" bij de Nederlandse koning weleens slecht zou kunnen vallen. Hij bracht onder de koninklijke aandacht dat de Nederlandse en Javaanse soldaten "wapenbroeders" waren. Elout moest ook verantwoorden dat men de zoon van Adipati Mangko Negoro, Pangeran Soerio Diningrat, een Nederlandse Leeuw was toegezegd. De koning homologeerde op 3 november 1826 beide besluiten met dien verstande dat de zoon geen Leeuw maar het ridderkruis van de Willemsorde zou krijgen.

Dat de koning geen herhaling van het gebeurde wenste bleek uit zijn instructie dat men "verdere aanvragen diende te ontwijken".Pangeran Soerio Diningrat kreeg zijn ridderkruis uiteindelijk niet, toen de correspondentie tussen Batavia en de regering in Den Haag, die nam in de tijd van de zeilschepen soms maanden in beslag, was afgerond had deze al een fraai jachtgeweer gekregen.
De gouverneur-generaal in Batavia ondervond in zijn decoratiebeleid grote problemen. Hij moest op last van de koning militairen die een Willemsorde verdienden medailles en krissen geven waar de Europeanen aan hun zijde een ridderkruis kregen opgespeld. De vorsten maakten bezwaar, omdat zij het verlenen van eenzelfde medaille aan een Soesoehoenan en zijn vazal niet konden rijmen met hun feodale zelfbeeld.
Voorlopig bleef het waar het de beloningen van inlandse soldaten en officieren aanging bij krissen met een zilveren of gouden gevest en incidenteel uitgereikte medailles.
- Sergeant de Longa kreeg in 1835 bijvoorbeeld een speciaal voor hem vervaardigde zilveren medaille "voor moed en trouw" aan een oranje lint. De sergeant werd de regering in Nederland in 1837 nog door Generaal Cochius voorgehouden als voorbeeld van een militair die zijn Europese medaille combineerde met "zijne gewone kleederdracht". Dit moest mensen als Clifford de mond snoeren. Deze beweerde immers dat Europese onderscheidingen niet op Indische kleding gedragen konden en zouden worden.
- In 1833 kregen drie Indische vorsten zéér tegen de zin van Staatsraad Clifford een onderscheiding; Pakoe Bowono VII, Soesoehoenan van Soerakarta, en Adipati Mangko Negoro werden Commandeur en Ridder in de Orde van de Nederlandse Leeuw. Mangko Adiningrat, Panumbahan van Pamakassang, werd Officier in de Militaire Willems-Orde. Ook een aantal burgers werd in de Militaire Willems-Orde opgenomen; het ging om de residenten jhr. O.C. Holmberg de Beckfelt, P. van der Poel, F.H. Smulders en F.G. Valck die allen op 11 februari 1832 Ridder in de Militaire Willems-Orde werden na de gelukkige afloop van de Java-oorlog. Ook aan adellijke inlandse officieren werd dit kruis nu gegund en Prawiro di Poero, Notto Prawiro en Pangeran Adipati Prang Wedono, Pangeran Soerio Bronto en Prawiro di Modjo deelden in de eer.

In 1839 volgden de sultan van Djokjakarta en de sultan van Madoera, die bij de verlening ook zijn schoonzoon voor een decoratie voordroeg. Nu de vorsten in het decoratiestelsel waren opgenomen, volgden, op gepaste afstand, hun onderdanen en de hulptroepen waarmee de Nederlandse regering de archipel langzaam maar zeker veroverde. Deze hulptroepen kwamen uit de gehele wereld, een deel was in de Nederlandse koloniën aan de Afrikaanse westkust gerekruteerd.
De Soesoehoenn van Soerakarta revancheerde zich door zelf orden te stichten. Zie daarvoor de Lijst van ridderorden van Soerakarta.
Generaal Cochius wilde nu zijn dappere soldaten eren, hij stelde de gouverneur-generaal op 20 september 1836 voor om een -permanent- ereteken voor inlandse soldaten in te stellen.

De gouverneur-generaal kaatste de bal terug door Cochius om een ontwerp te vragen. Op 20 september was Cochius gereed en lag een ontwerp-reglement met een tekening van een rechthoekige medaille voor Moed en Trouw aan een oranje lint met blauwe middenstreep gereed. Cochius stelde gouden, zilveren en bronzen medailles voor.
Terwijl de regeringen in Nederland en Batavia daarover nadachten, en de correspondentie daarover over de wereldzeeën werd vervoerd, viel Bonjol, de vesting van de Paderi in augustus 1837. De bevelvoerende generaal Cochius droeg behalve Europese officieren ook drie inlandse officieren en tweeëntwintig manschappen voor onderscheidingen voor. De generaal wist natuurlijk dat die onderscheidingen nog niet bestonden. Één Ambonese militair, fuselier Lokoayo, zou eervol moeten worden vermeld in een dagorder.
In maart 1838 bereikten het nieuws van de val van Bonjol en de voordracht van Generaal Cochius de Minister van Koloniën Graaf van den Bosch. Die kwam nu in een lastig parket, omdat hij nog niet had kunnen kiezen tussen kris en medaille. De koning moest nu wel een voordracht krijgen en de bewindsman koos een, typisch politieke, tussenoplossing.
In het besluit dat de koning op 8 mei werd voorgelegd kreeg Generaal Cochius het commandeurskruis dat hem als zegevierend bevelhebber toekwam. Majoor De Sturler werd bevorderd tot Officier en tweeëndertig Europese officieren werden Ridder in de Militaire Willems-Orde. De drie dappere inlandse officieren, allen luitenants, zou men "in afwachting van een besluit over een ereteken" een passende zilveren en metalen medaille uit mogen reiken. Het besluit werd op 2 juni met een schip naar Nederlands-Indië gezonden.
Op 19 november 1838 lag het K.B. op het bureau van de gouverneur-generaal. Deze gelastte de munt in Soerabaja om op basis van de tekening van Cochius uit 1836 een ruitvormige medaille, een ereteken in de vorm van een kruis zou strijdig kunnen zijn met de "godsdienstige begrippen der mohammedanen", aan een oranje lint met blauwe streep te vervaardigen. De medailles die zijn overgeleverd hebben daarentegen blauwe linten.
Nu handelde de regering in Nederland eindelijk voortvarend, ondanks bezwaren van de Kanselier van de Militaire Willems-Orde, Generaal Janssens, die als alternatief het hervormen van de Militaire Willems-Orde voorstelde en een daaraan verbonden broedermedaille naast drie graden zoals de Orde van de Nederlandse Leeuw die kende voor ogen zweefde, stelde de koning op 24 januari 1839 een Medaille voor Moed en Trouw aan het lint van de Willemsorde in. Beleid werd niet genoemd zodat een "tweede keus"-Willemsorde ontstond waarbij inlandse militairen een zilveren of bronzen Medaille voor Moed en Trouw ontvingen voor wapenfeiten die de Europeanen aan hun zijde een Willemsorde opleverde.
De dragers van de zilveren Ruit van Bonjol kregen later allen alsnog een Zilveren medaille voor Moed en Trouw.Zeventien van de twintig dragers van een Bronzen Ruit kregen een bronzen Medaille voor Moed en Trouw. Inlands titulair Luitenant Silanoe verwierf later een Ridderkruis in de Militaire Willems-Orde. Fuselier Lokoayo werd inderdaad in een dagorder genoemd, maar aan die eer was tot 1877 geen zichtbaar of draagbaar ereteken verbonden
Op 7 maart 1898 werden de Medailles voor Moed en Trouw vervangen door zilveren en bronzen Kruisen voor Moed en Trouw voor "uitstekende daden van moed en trouw" en voor "daden van moed en trouw" die "in Nederlandsch-Indië door inlanders werden betoond".
Ook voor burgerlijke verdienste werd in Nederlands-Indië jarenlang een medaille aan een keten verleend. Pas in 1871 werd een Medaille voor Burgerlijke Verdienste, aan het lint van een Broeder van de Orde van de Nederlandse Leeuw, ingesteld. Omdat de regering nog hechtte aan de oude medailles, kon de gouden medaille ook hangende aan een gouden halsketting worden toegekend.
De inlandse bevolking was over de medaille niet te spreken. Zij verwachtte een "bintang" oftewel ster als beloning.
De Ster voor Trouw en Verdienste werd op 1 januari 1894 door gouverneur-generaal Carel Herman Aart van der Wijck van Nederlands-Indië ingesteld ter vervanging van de oude Medaille voor Burgerlijke Verdienste. Deze aan inlanders verleende onderscheiding had weinig prestige en een "bintang" of ster zou, zo hoopte het Nederlandse koloniale gouvernement, meer op prijs worden gesteld. Ook nu nog hebben de meeste Indonesische onderscheidingen de vorm van een ster.
Het racisme dat de besluiten van de regering van koning Willem I zozeer beïnvloedde sleet in de loop der jaren enigszins. Na 1927 kwamen alle militairen die Nederland met opvallende moed, beleid en trouw dienden in aanmerking voor de Militaire Willems-Orde. De burgers werden in de Orde van de Nederlandse Leeuw en de Orde van Oranje-Nassau opgenomen.

### Nederlandse Rode Kruis
De Karl Landsteiner-penning werd ingesteld in 1931. Deze legpenning was de eerste Nederlandse onderscheiding voor bloeddonaties. De Karl Landsteiner-penning werd ingesteld door het Hoofdbestuur van het Nederlandse Rode Kruis in een besluit van 29 mei 1931 en tot 1971 verleend.
Het hoofdbestuur van het Nederlandse Rode Kruis stelde bij besluit van 6 februari 1942 de Karl Landsteiner-plaquette in. Deze onderscheiding werd uitgereikt aan mensen die bloed hadden afgestaan. De plaquette (er was geen lint of baton aan verbonden) werd van 1944 tot 1971 en van 1977 tot 1995 uitgereikt.